# Helmut Fahrenbach
Helmut Fahrenbach (* 18. Dezember 1928) ist ein deutscher Philosoph und Professor Emeritus an der Eberhard Karls Universität Tübingen.

## Leben
Nach seiner Promotion an der Ruprecht-Karls-Universität Heidelberg bei Karl Löwith kam Helmut Fahrenbach 1956 als Assistent von Walter Schulz an die Eberhard Karls Universität Tübingen, wo er nach erfolgter Habilitation im Jahr 1968 bis zu seiner Emeritierung im Jahr 1991 als Professor gelehrt hat. Zu Fahrenbachs Hauptarbeitsgebieten gehören die Philosophische Anthropologie, die Praktische Philosophie, Existenzphilosophie und Existentialismus, Lebensphilosophie sowie die Kritische Theorie der Gesellschaft.

## Schriften
Bücher
- Wesen und Sinn der Hoffnung. Phil. Diss. Heidelberg 1955.
- Die gegenwärtige Kierkegaard-Auslegung (1948–1962). Beiheft 3, Philosophische Rundschau, Tübingen 1962.
- Kierkegaards existenzdialektische Ethik. Frankfurt a. M.: Verlag Vittorio Klostermann, 1968.
- Existenzphilosophie und Ethik. Frankfurt a. M.: Verlag Vittoro Klostermann, 1970.
- Wirklichkeit und Reflexion. Festschrift für Walter Schulz. Pfullingen: Günter Neske Verlag, 1973.
- Zur Problemlage der Philosophie. Eine systematische Orientierung. Frankfurt a. M.: Verlag Vittorio Klostermann, 1975.
- Bertolt Brecht zur Einführung. Hamburg: Junius Verlag, 1986.
- Philosophie – Politik – Sozialismus. Ein prekäres Verhältnis in Deutschland. Mössingen-Talheim: Talheimer Verlag, 2016.
- Ernst Blochs Philosophie der Hoffnung und Utopie – im Kontext und Diskurs. Mössingen-Talheim: Talheimer Verlag, 2017.
- Karl Jaspers – Philosophie menschlicher Existenz und Vernunft. Mössingen-Talheim: Talheimer Verlag, 2018.
- Bertolt Brecht – Philosophie als Verhaltenslehre. Mössingen-Talheim: Talheimer Verlag, 2018.

Wichtige Aufsätze
- Endlichkeit des Bewußtseins und absolute Gewißheit bei Descartes. In:  Subjektivität und Metaphysik. Festschrift für Wolfgang Cramer. Frankfurt a. M. 1966, S. 64–91.
- Nietzsches Kritik der Moral und die Ansätze existenzphilosophischer Ethik. In: Natur und Geschichte. Festschrift für Karl Löwith. Stuttgart 1967, S. 85–110.
- Heidegger und das Problem einer 'philosophischen Anthropologie'. In: Durchblicke. Festschrift für Martin Heidegger. Frankfurt a. M.: Verlag Vittorio Klostermann, 1970, S. 97–131.
- Die logisch-hermeneutische Problemstellung in Wittgensteins 'Tractatus'. In: Hermeneutik und Dialektik. Festschrift für Hans-Georg Gadamer. Tübingen: Siebeck-Mohr, 1970, S. 25–54.
- Zukunft als Thema der Philosophie. In: Wirklichkeit und Reflexion. Festschrift für Walter Schulz. Hrsg. v. Helmut Fahrenbach. Pfullingen: Verlag Günter Neske, 1973, S. 99–135.
- Zukunftsforschung und Philosophie der Zukunft. Eine Erörterung im Wirkungsfeld Ernst Blochs. In: Ernst Blochs Wirkung. Ein Arbeitsbuch zum 90. Geburtstag. Frankfurt a. M.: Suhrkamp Verlag, 1975, S. 325–361.
- Zur Konzeption einer philosophischen Sprach-Anthropologie. In: Die Beziehung zwischen Arzt und Patient. Festschrift für Wolfgang Loch. Hrsg. v. S. Goeppert. München 1975, S. 122–147.
- Sprachanalyse im Rahmen systematischer Philosophie. In: Ist systematische Philosophie möglich?. Hrsg. v. Dieter Henrich. Bonn 1977, S. 341–363.
- 'Lebensphilosophische' oder 'existenzphilosophische' Anthropologie? Plessners Auseinandersetzung mit Heidegger. In: Dilthey-Jahrbuch 7 (1990/91), S. 71–111.
- 'Philosophie in weltbürgerlicher Bedeutung'. Kants höchste Sinnbestimmung der Philosophie nach ihrem 'Weltbegriff'. In: Würde und Recht des Menschen. Festschrift für Johannes Schwartländer. Hrsg. v. Heiner Bielefeldt [u. a.]. Würzburg: Köngishusen & Neumann, 1992, S. 35–64.
- Philosophie und Politik nach der Erfahrung des Nationalsozialismus. In: Das Politische der Philosophie. Zur gesellschaftlichen Verantwortung politischen Denkens. Hrsg. v. Reinhard Brunner u. Franz-Josef Deiters. Mössingen-Talheim: Talheimer Verlag, 1993, S. 75–125.
- Philosophie, Marxismus und sozialistische Theorie. In: Das Politische der Philosophie. Zur gesellschaftlichen Verantwortung politischen Denkens. Hrsg. v. Reinhard Brunner u. Franz-Josef Deiters. Mössingen-Talheim: Talheimer Verlag, 1993, S. 126–166.
- Differentielle Interpretation, Strukturanalyse, offene Wesensfrage. Otto Friedrich Bollnows Beitrag zur Methodenreflexion philosophischer Anthropologie. In: Otto Friedrich Bollnow. Hermeneutische Philosophie und Pädagogik. Hrsg.v. Friedrich Kümmel. Freiburg 1997, S. 80–118.
- Meinen, Wissen, Glauben. Über die Notwendigkeit der Kantischen Differenzierung von 'Weisen des Fürwahrhaltens' für eine jede Philosophie, die als Metaphysik soll auftreten können. In: Synthetische Philosophie. Festschrift für Dieter Henrich. Hrsg. v. Marcello Stamm. Stuttgart: Klett-Cotta, 1998, S. 299–345.
- Existentialismus und Marxismus. Ein frühes Projekt Herbert Marcuses. In: Kritik und Praxis. Festschrift für Wolfdietrich Schmied-Kowarzik. Hrsg. v. Hans Eidam [u. a.]. Lüneburg: Zur Klampen Verlag, 1999, S. 340–352.